# Empis zlobini
Empis zlobini är en tvåvingeart som beskrevs av Igor Shamshev 1998. Empis zlobini ingår i släktet Empis och familjen dansflugor. Inga underarter finns listade i Catalogue of Life.